# ناتالی ویدمن
ناتالی ویدمن (انگلیسی: Natalie Wideman؛ زادهٔ ۱۱ ژانویهٔ ۱۹۹۲) بازیکن سافت‌بال اهل کانادا است.
وی در مسابقات کشوری و بین‌المللی در مجموع برندهٔ ۱ مدال طلا، ۱ مدال نقره، ۱ مدال برنز شده‌است.